# Végh Gyula (művészeti író)
Verebi  Végh Gyula (Vereb, 1870. január 25. – Bozsok, 1951. július 21.) művészeti író, műgyűjtő, festő, múzeumigazgató, utazó.
Műveimet ki fogják dobni a szemétre, mert nem tudják, hogy kár érte. Ez az, ami kimondhatatlanul fáj,
 nem hiúságból, nem dicsvágyból, hanem mert tudom mit veszítenek vele azok, akik talán felfedezhették volna.

## Élete
Verebi Végh (IV.) János és Bezerédj Angéla 1869. március 30-án kötöttek házasságot Pesten. Gyermekük, Végh Gyula 1870. január
25-én született a Fejér vármegyei Vereb községben.
Az ifjú a családi tradícióknak megfelelően gondos nevelésben részesült. Nyelveket tanult, megismerkedett az irodalommal, a klasszikus zenével, magába szívta a kultúra szeretetét, érdekes emberekkel találkozott. Végh Gyula már 2 éves korától sokat nyaralt Kámban és Badacsonyban a Bezerédj nagymamánál. Elemi és algimnáziumi tanulmányait magántanulóként végezte el. Szüleivel Pesten lakott a Cukor (később Károlyi) utca 13. szám alatti nagyszülői házban. Gyerekkori betegsége miatt a Végh család gyakran utazott külföldi gyógyhelyekre. Így jártak Mentonban, a Bozen melletti Griesben és Altaussee-ban. Ez utóbbi helyen 1886-ban építette fel édesapja a villájukat, ahol később rengeteg időt töltöttek el. Végh Gyula a sok séta mellett úszott, vitorlázott, teniszezett és túrázott a hegyekben. Aussee-i nyaralásai közben gyakran átjárt Ischlbe szórakozni. Érettségi után beiratkozott a budapesti egyetem jogi karára, mint rendes hallgató. Ez időben a gyakori fejfájásai miatt naposabb éghajlatot ajánlott neki az orvosa, Korányi Frigyes professzor. Abbáziába utazott ezért, ahol először látta életében a tengert, amely mindjárt meghódította a lelkét. Az itt eltöltött időszak alatt barátai jachtján bejárta a Földközi-tengert, és eljutott Messinába, Mentonba, Monte Carloba és Marseille-be.
A második egyetemi évére Heidelbergbe iratkozott be, nem annyira a tudomány, mint inkább a levegőváltozás miatt. Ez idő alatt mélyedt el a hajózási szakkönyvek tanulmányozásában és a hajómodellek készítésében. A 3-4. jogászévét Pesten töltötte, amely időszak eseményeire Végh Gyula saját bevallása szerint nem nagyon emlékezett. A kevés tanulás ellenére sikeresen elvégezte az egyetemet és az államtudományok doktorává avatták.
1892 decemberében a belügyminisztériumba került, ahol fizetés nélküli gyakornoki állást ajánlottak fel számára. Ekkor alakította meg barátaival a „Péntek" elnevezésű vacsora társaságot, amellyel az egyik nyáron társas kirándulást szerveztek Hollandiába, Belgiumba és Scheweningent kinevezték pénteki helynek. A millennium fontos fordulópont volt Végh Gyula életében. Bár nagyon érdekelte a ligeti kiállítás, a minisztériumban végzett munka nem igazán tetszett neki. Az Aussee-ban gyakori vendég Balló Ede – festő és rajztanár – tanácsára Végh Gyula egy év szabadságot kért a munkahelyén és 1896. december 1-jén Párizsba utazott, ahol beiratkozott a Julien-akadémiára.
1903 telét és tavaszát Végh Gyula Pesten töltötte, majd később Bécsben találkozott Wimpffen Máriával.
Végh Gyula Svájcban, Firenzében, majd Párizsban és Bretagne-ban festett. Mária Velencében bérelt lakást és tartós magányra rendezkedett be, míg Végh Gyula is barátja unszolására és közbenjárására Firenzében telepedett le. Harrachék közelében talált egy kis villát, amely Greve völgyében a hegy-oldalban helyezkedett el és az Arno végtelen síkságára nézett.
Végh Gyula naponta találkozott barátjával és feleségével – Helénnel – de ők is sokat tartózkodtak nála. Karácsonyt azonban már Máriával töltötte együtt, aki felmondta a velencei bérelt lakását. Végh Gyula nagyon boldog volt Firenzében, miután barátnője odaköltözött. Sokat festett, rajzolt és könyvet kötött, de Mária is festegette Toscana növényeit, amelyből egész kis botanikus képes könyvet készített. Sokat sétálgattak a gyönyörű vidéken. Közben meglátogatták őket a rokonok, barátok és ismerősök. 1905 tavaszán új helyzet állt elő, mivel Mária terhes lett és leendő gyermekük törvényesítése érdekében el kellett hagyniuk Olaszországot. Ahhoz, hogy a Végh nevet viselhesse, a gyermeknek Ausztriában vagy
Magyarországon kellett világra jönnie. Végül az ausztriai Mauerben béreltek számukra egy villát, s ott született meg első kislányuk, Hanna. 1905 őszén Végh Gyula visszautazott Firenzébe, hogy előkészítse a villát kislánya fogadására. Ez idő alatt letelt a válást kimondó ítélet jogerőre emelkedését kimondó 2 év és megindulhatott a Mária házasságát felbontó eljárás, s miután ez megtörtént, nem volt akadálya az egybekelésüknek.
1905 decemberében Budapestre utaztak, ahol a Kálvin-téri anyakönyvi hivatalban minden ünnepélyesség nélkül összeházasodtak. E nagy esemény után visszautaztak Firenzébe, hogy a karácsonyt már otthon tölthessék. Végh Gyula közben egyre jobban vágyott Magyarországra, hogy saját otthona lehessen.
1906 nyarán Végh Gyula és családja édesanyja meghívására Altaussee-ba utaztak, hogy majd onnét induljanak birtokkereső útjukra.
1917–1934 között főigazgatója volt az Iparművészeti Múzeumnak, felmérhetetlenül sokat tett a magyar művelődéstörténetért. A Múzeum irányításáról átfogó elképzelése volt, „magas színvonalon álló, gazdag és tanulságos iparművészeti múzeum”-ot akart. Mégis 1934-től megszüntették az Iparművészeti Múzeum önállóságát, s a Nemzeti Múzeum része lett. Ezután vált meg Végh Gyula főigazgatói hivatalától, s vonult vissza Bozsokra. ahol élete utolsó éveit töltötte.
A Végh-hagyaték az OSZK-ba, a képek, grafikák Szombathelyre (Képtár és Savaria Múzeum), a ritka könyvtár megmentett része Keszthelyre, a Helikon Múzeumba került. Természetesen az Iparművészeti Múzeumban találhatók és ott kutathatók a Végh Gyula ottani működésére vonatkozó iratok.

## Munkássága
„Szombathelyen (Magyarország) Vasvármegye székhelyének közönsége Lajos bajor kir. herceg és neje megyei nagybirtokosok fővédnöksége alatt a pár évvel ezelőtt emelt kultúrház termeiben szeptember 22-étől október 6-áig Vas megyei vonatkozású tárgyakból rendkívül érdekesnek ígérkező műtörténeti kiállítást szervez. Végh Gyula, a művészi és műtörténeti dolgokban kiválóan jártas festőművész és Miske Kálmán  műkincseket gyűjtöttek össze a Batthyány hercegi, Széchenyi, Batthyány, Szapáry, Erdődy grófi, Almássy stb. családok várkastélyaiból, nemesi családok és egyházak tulajdonából."
A fenti sorokat a Lipcsében kiadott „Der Cicerone" 1912. augusztusi számából idéztük. A neves művészi folyóirat tudósítása is bizonyítja, hogy Szombathely és Vas vármegye kulturális életének kiemelkedő eseménye volt az 1912. szeptember 22. és október 6. között megrendezett műtörténeti kiállítás, amely Végh Gyula szakértelme és lelkesedése nélkül nem valósulhatott volna meg.
A tárlat 15 napja alatt összesen 11 475 látogató kereste fel a múzeumot. A korabeli híradásokból egyértelműen kitűnik, hogy a kiállítás osztatlan elismerést aratott. A rendezőknek sikerült képet adni a vármegye területén őrzött műkincsekről. Végh Gyula és munkatársai joggal gondolhatták:
„Kiindulási pontja lesz a műtörténeti kiállítás egy oly tudományos leltározásnak, amilyent a külföldi tipographikus műtörténeti kiadványai, monographiái már oly sok helyütt megteremtettek. Reméljük, hogy nálunk is meglesz a műtörténeti kataszter, mely hivatva van megismertetni és az enyészettől megóvni a magántulajdonban lévő műkincsek nagy részét. Mint kezdeményező lépés e téren vidéki kiállításunk magának vindikálhatja az elsőséget." Külföldi és hazai országos napilapok, szakfolyóiratok hasábjain megjelent írások vitték szét a Vas megyei műtörténeti kiállítás, és vele együtt a szombathelyi kulturális élet jó hírét. Kiemelték a kezdeményezés újszerűségét, elismeréssel szóltak Végh Gyula kiállítás szervező és rendező munkásságáról, tudományos felkészültségéről:
„A magántulajdonban lévő műkincsek együttes kiállítása... a vidéki városokban mindenesetre első kísérlet volt, melynek hasznát és kulturális hatását bővebben fejtegetni felesleges." Nem csoda, hogy Végh Gyula további életpályáját is meghatározta a kiállítás. Naplójában így fogalmazott: „De nagy sikere is volt a Vasvármegyei műtörténeti Kiállításnak, nem csupán a műkincseikre büszke megyében, de ország szerte. A fővárosból eljöttek a szakértők, műgyűjtők és – természetesen a műkereskedők is, akik bő zsákmányban reménykedtek, de csatlakoztak, mert akkor még volt pénze az embereknek... A sajtó is tudomást vett a kiállításról, külföldi folyóiratok szép illusztrált cikkeket közöltek róla. A kiállítás sikere, a szombathelyi múzeum rendezése, mely azt időbelileg követte, írásaim és előadásaim figyelmessé tették a mérvadó köröket csekélységemre és előkészítették a talajt későbbi múzeumigazgatóságomhoz."
Végh Gyulát 1917 januárjában kérték fel az Iparművészeti Múzeum vezetésére. A kinevezése után lemondott a gazdasági és állattenyésztési, valamint a kőszegi járási gazdasági- és útügyi bizottsági tagságáról, csak az állandó választmányi tagságát tartotta meg.
1919-ben a helyettes közoktatási népbiztos egészsége helyreállítása érdekében szabadságolta. A tanácsköztársaság bukása után visszarendelték a hivatalba, ahol rengeteg elintéznivalója volt. A háború, majd a gazdasági világválság súlyosan érintette Végh Gyulát, ezért felmerült Bozsok eladásának a lehetősége. A munkája miatt 18 évig nem tartózkodott Bozsokon, csak tavasszal és nyáron sikerült neki rövid időket itt töltenie.
A Budapesten töltött hosszú évek során számos színházi előadáson, koncerten, különböző felolvasáson, kiállításon vett rész, ahol a szellemi élet kiválóságaival találkozott. A fővárosi élet könnyebbséget nyújtott a gyerekeik neveltetése szempontjából. A lányok azonban többnyire külföldön tartózkodtak a tanulmányaik miatt, vagy csak éppen vendégeskedtek. Végh Gyula sokat dolgozott, de temérdek idejét vette el a különböző bizottságokban való részvétel, az egyesületekben való tevékenykedés. Az 1920-ban megalakult Magyar Bibliophil Társaság elnökévé választották, amely tisztséget nagy örömmel vállalt el és egészen nyugalomba vonulásáig viselte.
Részt vett az évente más-más városban tartott Internationaler Verband der Museumbeamten zur Verhütung der Falschungen évenkénti gyűlésein. Így járt Würzburgban, Salzburgban, Stockholmban, Berlinben, Hamburgban, Freiburgban, Lausanne-ban, Ulmban, és részt vett az 1925. évi párizsi világkiállításon. A Múzeumi Szövetség 1928. évi gyűlését Budapesten rendezték meg, amelynek fő programja a Szent Korona megtekintése volt. Ezt az eseményt Végh Gyula pályafutása legkiemelkedőbb eredményének tartotta. A hivatalos munkái mellett sokat írt a napilapokba, kül- és belföldi folyóiratokba művészeti és egyéb dolgokról. Dolgozott a „Bozsoki vendégkönyv" képein, a "Bozsoki leltár" illusztrációin és befejezte a „Bozsoki krónikát". Ebben az időben kezdte el festeni a régi magyar könyvkötések akvarell képmásait. A másik tartós munkája a magyarországi püspökök címereinek összegyűjtése volt, hiszen 500 címerrajzot készített el. Sok minden egyéb mesterség is érdekelte, így a könyvkötés is, melyet félig-meddig művészi vállalkozásnak tartott. Az Országos Magyar Gyűjteményegyetem Tanácsának ügyvezető elnöki posztját 1929 januárjától kezdődően két éven keresztül töltötte be. Klebelsberg Kuno 1932-ben meghalt, helyébe Hóman Bálint lépett, aki sietett elődje alkotását átalakítani és a Nemzeti Múzeum egyik alárendelt osztályává degradálta az Iparművészeti Múzeumot. Evvel kapcsolatban Végh Gyula a következőket állapította meg: „Így az én maradásomnak tehát már nem volt célja, sőt lehetősége sem, inkább az én személyem akadályozta a beolvasztási tervek keresztülvitelét."
1934 tavaszán Végh Gyula nyugdíjaztatása miatt kiköltözött a budapesti szolgálati lakásából és a Werbőczy utcában bérelt magának megfelelő lakást.

## Bozsoki évek
1906 nyarán Végh Gyula és családja birtokkereső útra indultak Magyarországon, ahol sorra járták a megvételre ajánlott dunántúli kastélyokat. Végül Bozsok mellett döntöttek, amelyet 1906. augusztus 31-én a szarvaskendi és óvári Sibrik családtól 52 000 koronáért szereztek.
A vásárlás után már szeptemberben elkezdődött a bozsoki kastély felújítása. A helyreállítási munkák befejezése után rögtön beköltöztek az épületbe. Végh Gyula nyomban munkához látott, rajzolt, festett, illusztrált, cikkeket írt a helyi lapok, a bel- és külföldi folyóiratok számára, sőt nagyobb kultúrtörténeti munkákon is dolgozott. Összegyűjtötte a levéltári anyagot Bozsok történetének megírásához és még a könyveivel is foglalkozott, ezalatt a családja tovább növekedett, mivel 1907-ben megszületett második lányuk Ilona, majd 1909-ben harmadik kislányuk, Zsófia. Végh Gyula aktívan részt vett a megyei kultúréletben, egyesületekben tevékenykedett, kiállításokat rendezett, felolvasásokat tartott, és közreműködött a szombathelyi múzeum megszervezésében. Virilisként a községi képviselő-testületi üléseken és megyegyűléseken is részt vett, bíróválasztásokon elnökölt, közbenjárt a népkönyvtárak szervezésében. Közben felesége a bozsoki kertben tevékenykedett. A kastély előtti várárkot rendezték, partjait kiegyengették, pázsittal borították be. A kert fáit megnyesték, megtisztították és megfiatalították. A házfal mellé mindenütt felfutókat ültettek, borostyánt, futórózsát és lila akácot, amelyeket aztán a későbbiekben gyakran festett le Végh Gyula.
A bozsoki kastélyon a legnagyobb szabású változtatás a terasz megépítése volt, ahol az udvar felé nyitották meg az épületet és így kőlépcsőn lehetett a kertbe menni. A belső berendezés is egyre tökéletesebbé és gazdagabbá vált az évek folyamán. A bútorok zöme külföldről, Franciaországból, Németországból, Olaszországból, Ausztriából és Kínából származott. Sok vendég érkezett Bozsokra. A környékbeli birtokosok rendszeresen megfordultak náluk, így a fűteleki Ambrózy Gyuláék, a tanai Ambrózy Istvánék, a borostyánkői Almásyék, az ivánci Sigrayék és ikervárról Batthyány Lajos. Nagyot változott a vidéki társadalmi élet, miután az Apponyi család megvásárolta Gyöngyösapátit, így Apponyi Albert is többször megfordult Bozsokon.
Miután a „Vasvármegyei Kultúregyesület" felépítette a szombathelyi kultúrházat az ott elhelyezett múzeum művészeti osztályának rendezését Végh Gyulára bízták. Sikerült is neki a Szépművészeti Múzeumtól egy kis képsorozatot, és számos reprodukciót szereznie, amelyekből egy tárlatot állított össze. 1912-ben egy ennél sokkal nagyobb és jelentősebb kulturális esemény – a Vasvármegyei Műtörténeti Kiállítás – létrehozásában is tevékenyen vett részt.
Az első világháború kitörését követően sem tétlenkedett. Bozsokon összeíratta azokat a családokat, ahol nem maradt férfi és kérte, hogy a falubeliek segítsenek egymásnak. Az iskolában óvodát rendeztek be a dolgozó asszonyok kisgyerekeinek. A későbbiekben pedig az iskolában kórházat rendeztek be a frontról érkező sebesült és lábadozó betegeknek. 1915-ben besorozták a népfelkelők közé, majd a betegsége miatt 1916-ban bizonytalan időre felmentették a szolgálat alól. A háború ideje alatt Végh Gyula családjával nyáron és ősszel Bozsokon tartózkodott, míg télre beköltöztek Kőszegre, Chernel Viktorék házába. A gyerekeik iskolába jártak, míg Végh Gyula írta a „Bozsoki krónikát" és böngészte a városi levéltárat. Végh Gyulának a háború harmadik évében kellett bevonulnia a kaszárnyába fegyveres szolgálatra. Mielőtt azonban kivezényelték volna a harctérre, kinevezték őt egy nagy művészeti intézet vezetőjévé.

## Felhasznált irodalom, forrás
- Egy európai Bozsokon : Verebi Végh Gyula munkássága és gyűjteménye / [Bajzik Zsolt ; szerk. Szommer Ildikó]. – Szombathely : Vas Megyei Múzeumok Igazgatósága, 2003. – 56 p. :. – A szombathelyi Savaria Múzeumban 2002. nov. 5. – 2003. márc. 31. és a sárvári Nádasdy Ferenc Múzeumban 2003. ápr. 15. – aug. 31. között megrendezett időszaki kiállítás alkalmából készült kiadvány

## Egyéb kiadványok Végh Gyuláról
- Bajzik Zsolt – Dabóczi Dénes – Tóth Kálmán: „Utcanév sem jár énnekem...” Emlékezés Verebi Végh Gyulára (1870-1951). Szombathely, 2001.
- Bajzik Zsolt szerk.: Élményeim és véleményeim. Válogatás verebi Végh Gyula irathagyatékából (1906-1951). Szombathely, 2008.